# Turó de la Bandera (Bescanó)
El Turó de la Bandera és una muntanya de 187 metres que es troba al municipi de Bescanó, a la comarca catalana del Gironès.